# Шлегель, Ханс Вильгельм
Ханс Ви́льгельм Шле́гель (нем. Hans Wilhelm Schlegel; род. 3 августа 1951, Иберлинген, ФРГ) — немецкий физик, 5-й астронавт ФРГ, астронавт ЕКА.

## Образование
Ханс Шлегель учился в городке Бенсберг (ныне район города Бергиш-Гладбах в Северном Рейне — Вестфалии). В 1965 году его семья переехала в Кёльн, где он продолжил учёбу в математической гимназии. В рамках международного обмена учащимися в течение года (1968—1969) учился в Центральной школе верхней ступени им. Льюиса в городе Каунсил-Блафс, штат Айова (США). Вернувшись на родину, окончил гимназию в 1970 году.
После этого Шлегель два года прослужил в воздушно-десантных войсках бундесвера (1970—1972). Уволившись из армии, занялся изучением физики в Рейнско-Вестфальском техническом университете Ахена. В 1979 году получил степень магистра наук по физике. В 1979—1986 годах работал научным сотрудником Вестфальского технологического института в том же университете, занимаясь изучением электропроводимости и оптических свойств полупроводников. В 1986—1988 годах являлся специалистом по неразрушающим методам испытаний в частной компании Institut Dr. Förster GmbH & Co. KG в Ройтлингене.
Является членом Германского физического общества.

## Космическая подготовка
В августе 1987 года в Германии был проведён набор астронавтов для полёта по программе Spacelab D-2 на космическом корабле «Спейс шаттл». Ханс Шлегель оказался одним из пяти отобранных кандидатов. С 1988 по 1990 год он проходил общекосмическую подготовку в Германском аэрокосмическом центре (DLR). Подготовка, в частности, включала полёты на самолёте КС-135 по параболической траектории на временную невесомость. Шлегель совершил на нём более 1300 полётов. В сентябре 1990 года получил назначение в экипаж в качестве специалиста по полезной нагрузке. В 1991—1992 годах, во время проведения набора второго набора в отряд астронавтов ESA, был одним из пяти кандидатов от Германии в отряд астронавтов ЕКА, но зачислен в него не был, оставаясь астронавтом DLR.

## Первый полёт на «Колумбии»
Свой первый космический полёт Ханс Шлегель совершил 26 апреля — 6 мая 1993 года на американском шаттле «Колумбия» (STS-55). Полезной нагрузкой являлась лаборатория Spacelab D-2. В ходе миссии было выполнено около 90 экспериментов в области естественных наук, физики, робототехники, астрономии, изучения земной атмосферы. Ханс Шлегель провёл в этом полёте 9 суток 23 часа 39 минут 59 секунд.

## Межполётная деятельность
В августе 1995 года Х. Шлегель был направлен в ЦПК им. Ю. А. Гагарина для прохождения подготовки к российско-германской экспедиции на орбитальную станцию «Мир» в качестве космонавта-исследователя. В апреле 1996 года он получил назначение в дублирующий экипаж (в основном экипаже Германию представлял Райнхольд Эвальд). Во время выполнения полёта основного экипажа Союза ТМ-25 10 февраля — 2 марта 1997 года Шлегель являлся координатором связи с экипажем в ЦУПе.
В июне 1997 — январе 1998 года проходил углублённую подготовку в ЦПК для присвоения квалификации бортинженера корабля станции «Мир».
В 1998 году Х. Шлегель стал членом отряда астронавтов ЕКА, и в августе того же года он был направлен агентством в Космический центр им. Джонсона для прохождения подготовки в качестве специалиста полёта вместе с астронавтами НАСА 17-го набора. Кроме этого, он получил назначение в отделение голосовой связи с экипажем МКС.

## Второй полёт на «Атлантисе»

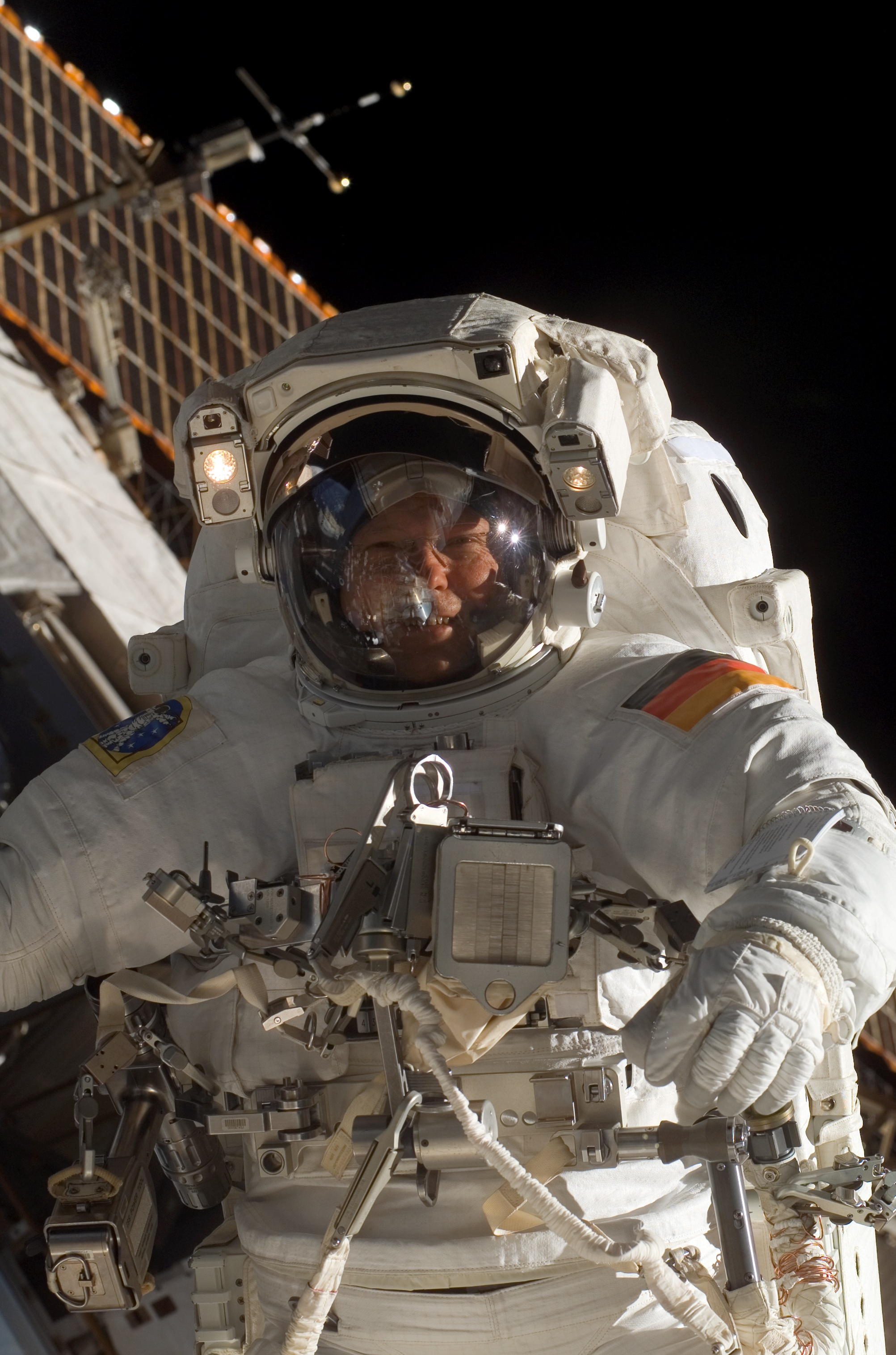
Выход Ханса Шлегеля в открытый космос

В июле 2006 года Ханс Шлегель был назначен в экипаж миссии STS-122, главной задачей которой была доставка на орбиту европейского космического модуля «Коламбус» и стыковка его с МКС.
Полёт проходил с 7 по 20 февраля 2008 года на корабле «Атлантис». В ходе полёта Ханс Шлегель совершил выход в открытый космос длительностью 6 ч 45 мин с целью подготовить модуль к научной работе, а также заменить израсходованный бак со сжатым азотом на корпусе станции. Продолжительность второго полёта Шлегеля составила 12 суток 18 ч 21 мин 38 с.
Статистика
| # | Стартовый корабль | Старт, UTC        | Экспедиция | Корабль посадки  | Посадка, UTC      | Налёт                       | Выходы в открытый космос | Время в открытом космосе |
| - | ----------------- | ----------------- | ---------- | ---------------- | ----------------- | --------------------------- | ------------------------ | ------------------------ |
| 1 | Колумбия STS-55   | 26.04.1993, 14:50 | STS-55     | Колумбия STS-55  | 06.05.1993, 14:29 | 09 суток 23 часа 39 минут   | 0                        | 0                        |
| 2 | Атлантис STS-122  | 07.02.2008, 19:45 | STS-122    | Атлантис STS-122 | 20.02.2008, 14:07 | 12 суток 18 часов 21 минута | 1                        | 06 часов 45 минут        |
|   |                   |                   |            |                  |                   | 22 суток 18 часов 01 минута | 1                        | 06 часов 45 минут        |

## Награды
- Офицер ордена «За заслуги перед Федеративной Республикой Германия».
- Орден Дружбы (Россия, 14 июня 1997 года) — за активное участие в работе по обеспечению космического полёта международного экипажа на орбитальном научно-исследовательском комплексе «Мир»[3].
- Медаль «За исключительные достижения» (НАСА).

## Личная жизнь

### Семья
Женат на бывшем астронавте Хайке Шлегель-Вальпот, имеет семерых детей (старший — от первого брака жены).

### Увлечения
Катание на лыжах, подводное плавание и полёты. Радиолюбитель с позывным DG1KIH.